# Parkrododendron
Parkrododendron (Rhododendron catawbiense) är en ljungväxtart, som först beskrevs av André Michaux (Michx). Enligt Catalogue of Life  liksom enligt Dyntaxa ingår Parkrododendron i släktet rododendron inom familjen ljungväxter. 
Arten har sitt ursprung i östra USA, speciellt från södra Appalacherna i Virginia ned till norra Alabama. Namnet härrör från Catawbafloden vars källor ligger i Nord-carolina. 
Arten är relativt härdig och förekommer rikligt i Sverige, men reproducerar sig inte. Inga underarter finns listade i Catalogue of Life.

## Bildgalleri

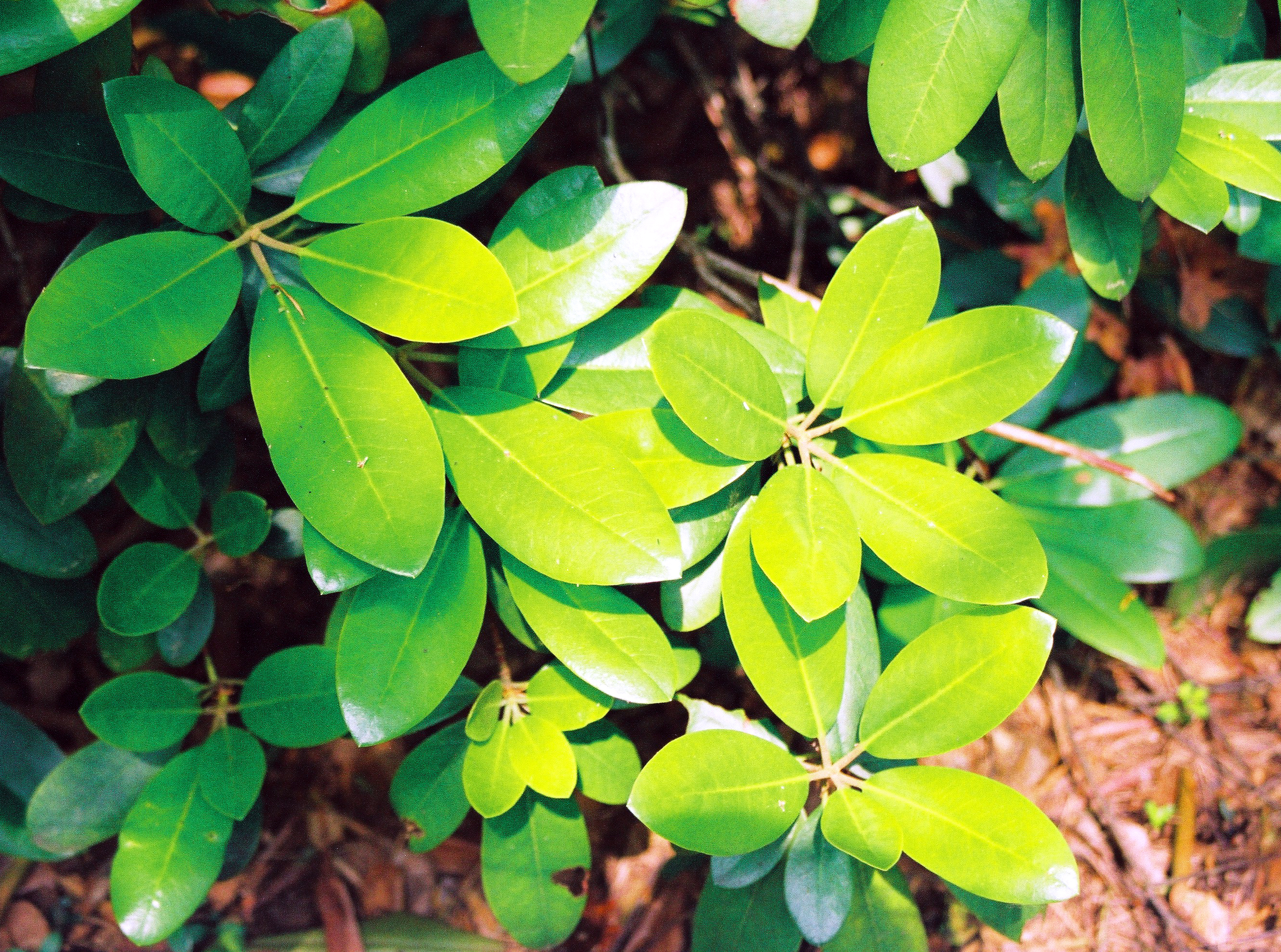
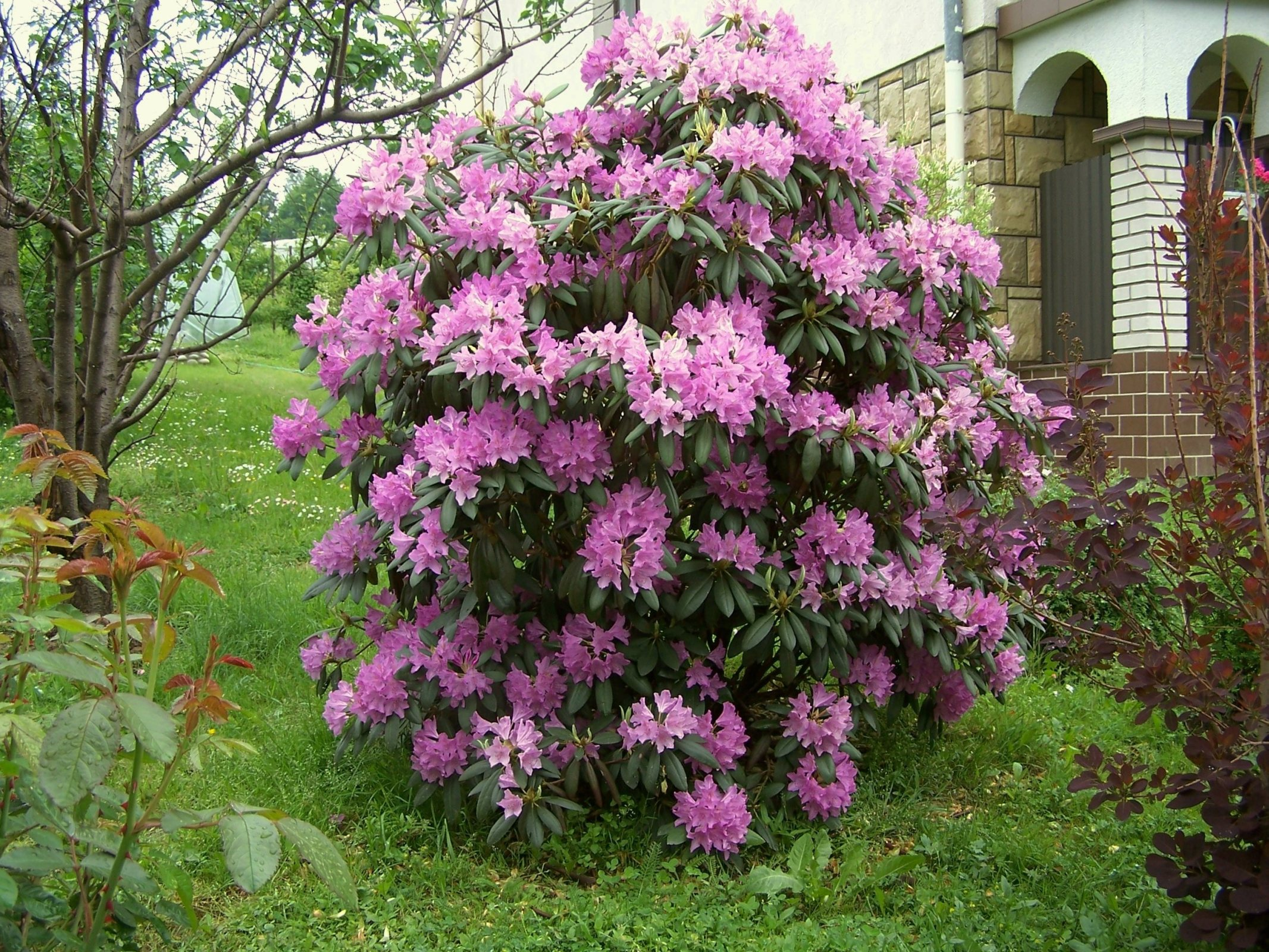
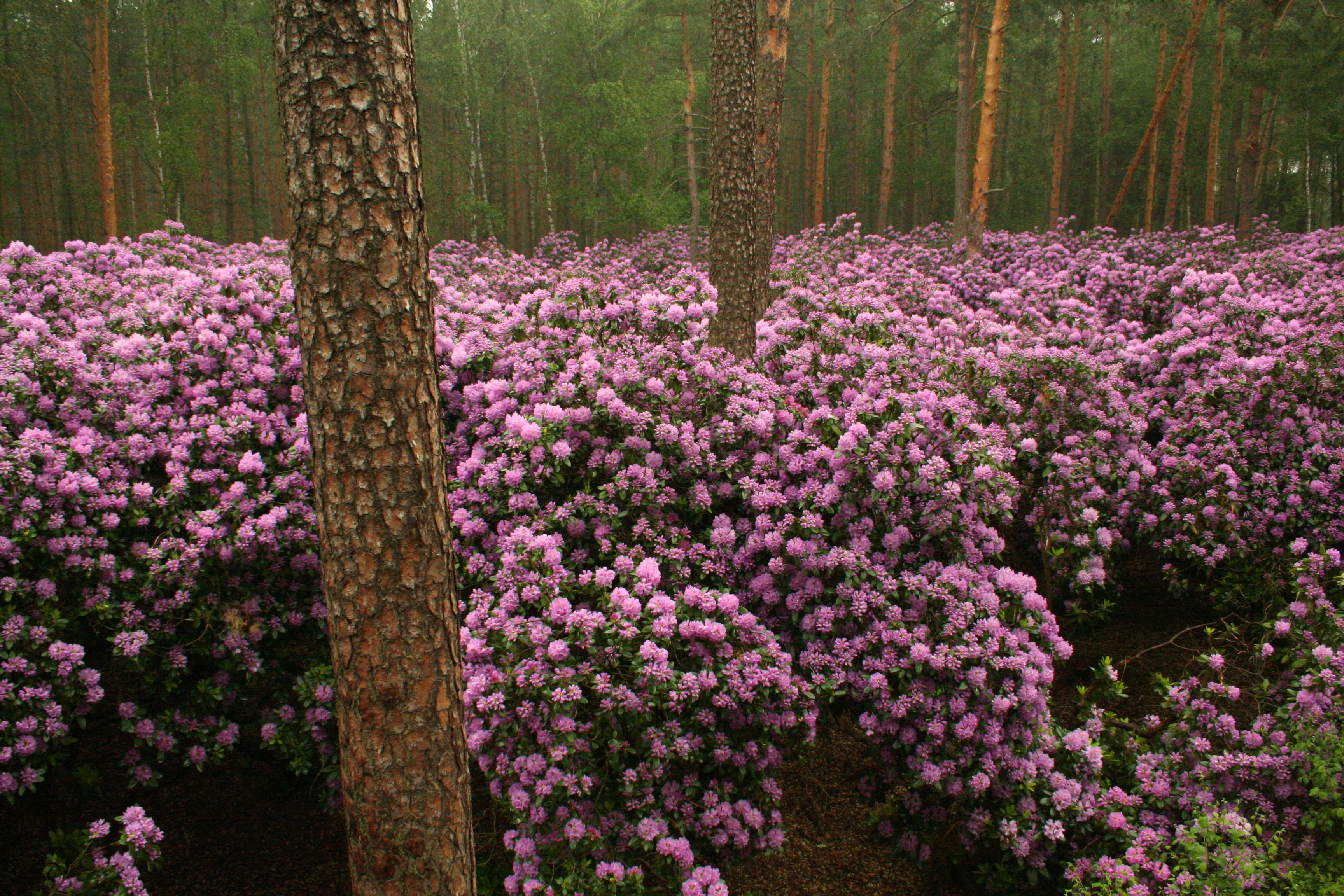
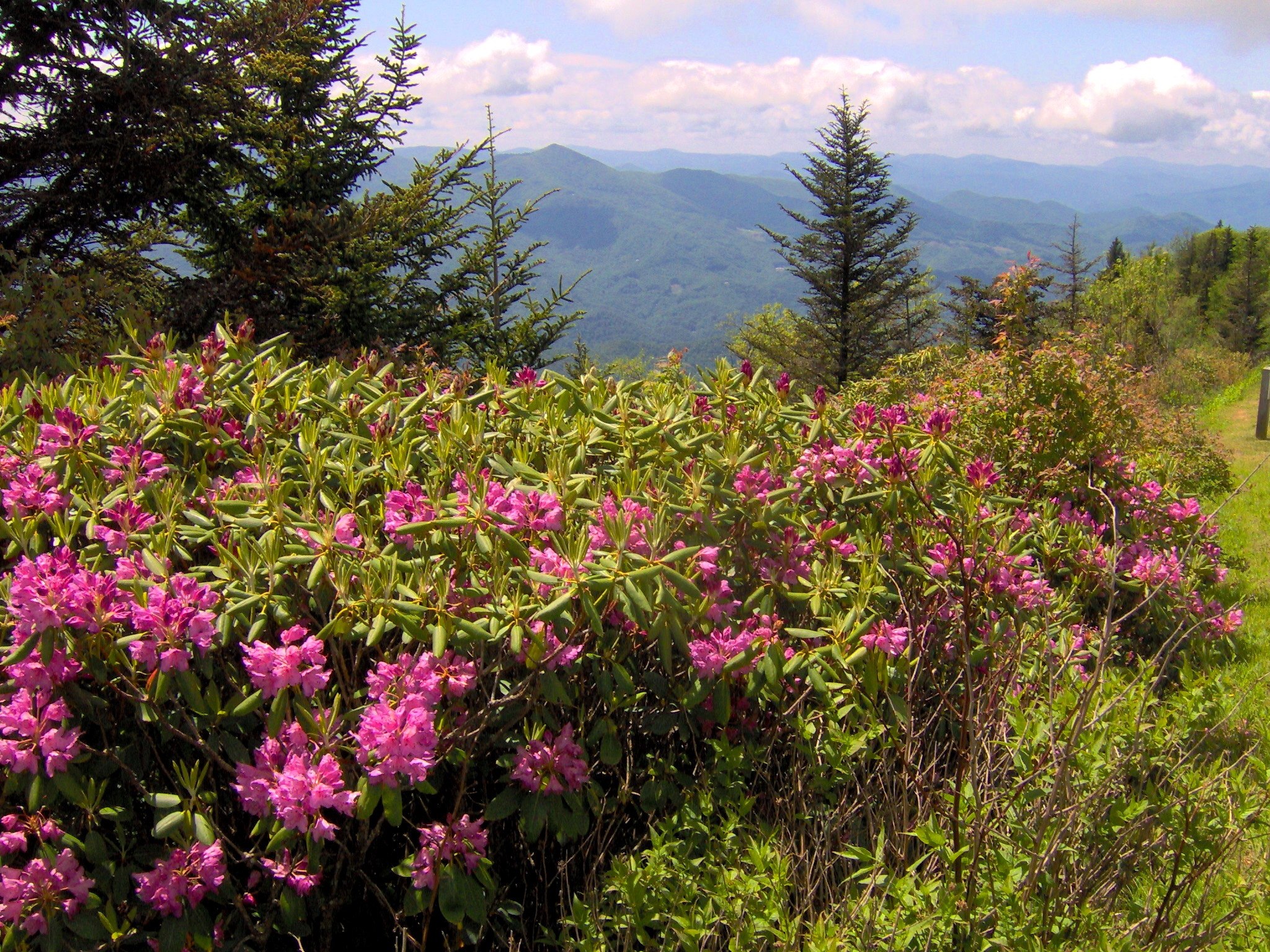
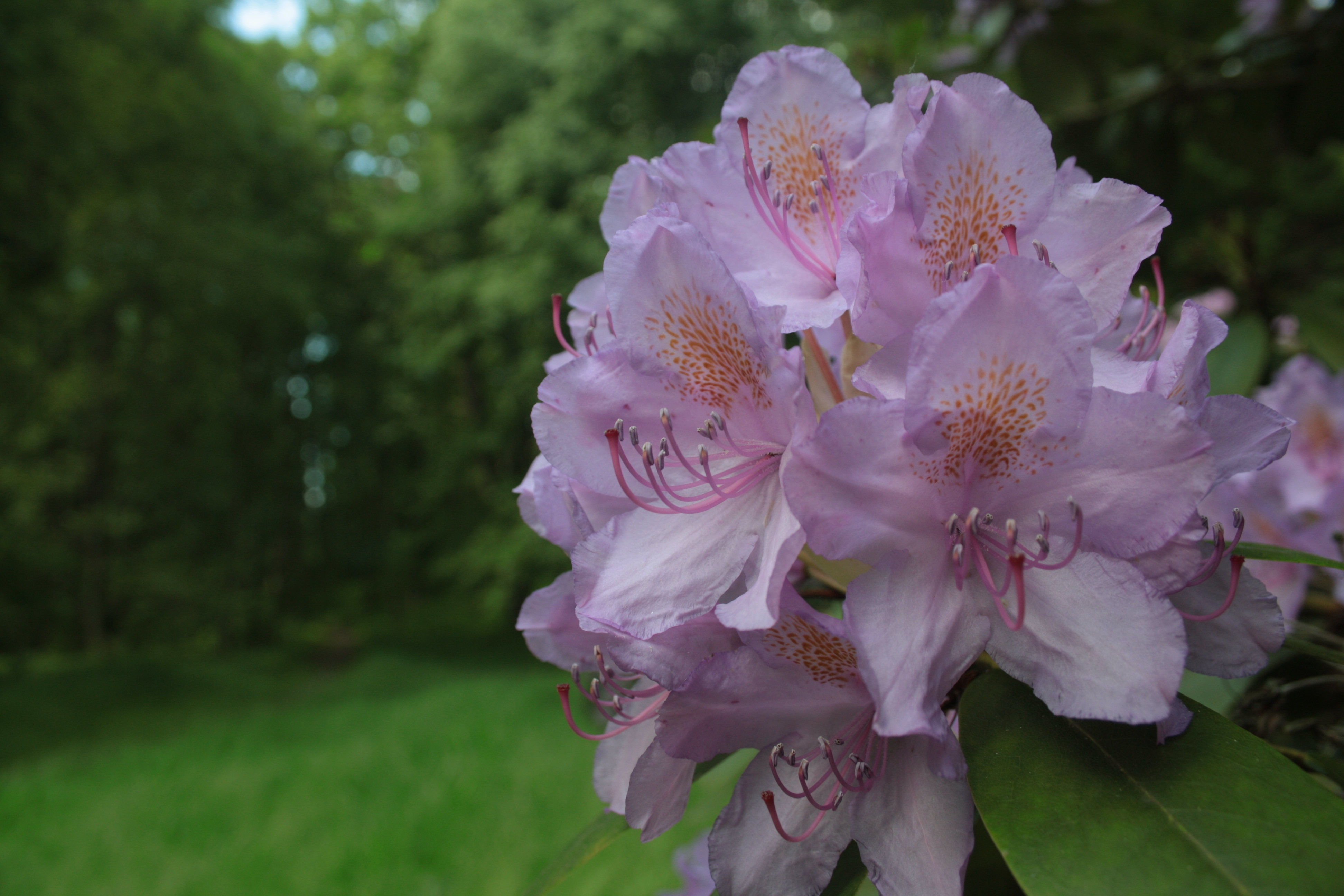
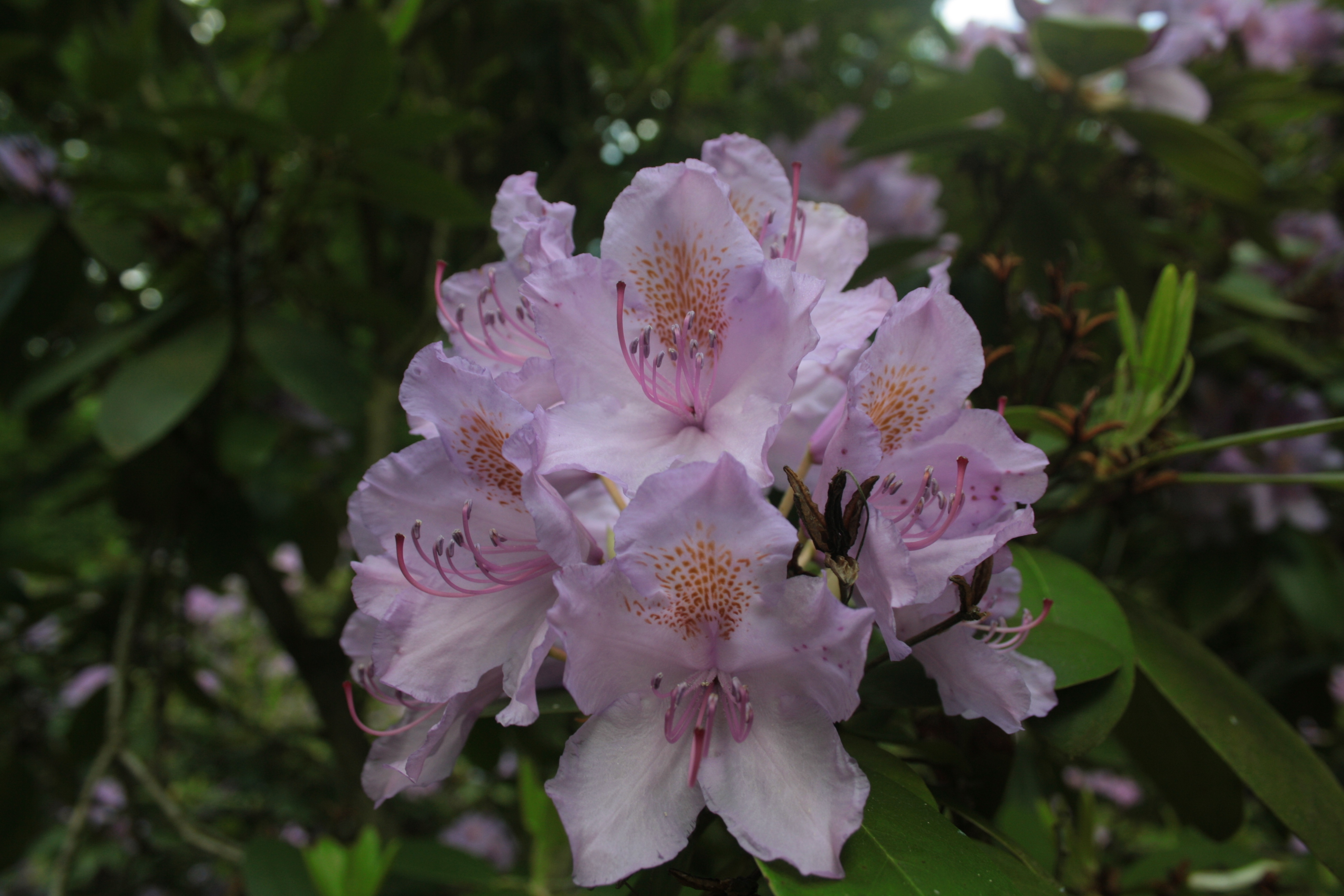